# Carl August Standertskjöld

Carl August Standertskjöld

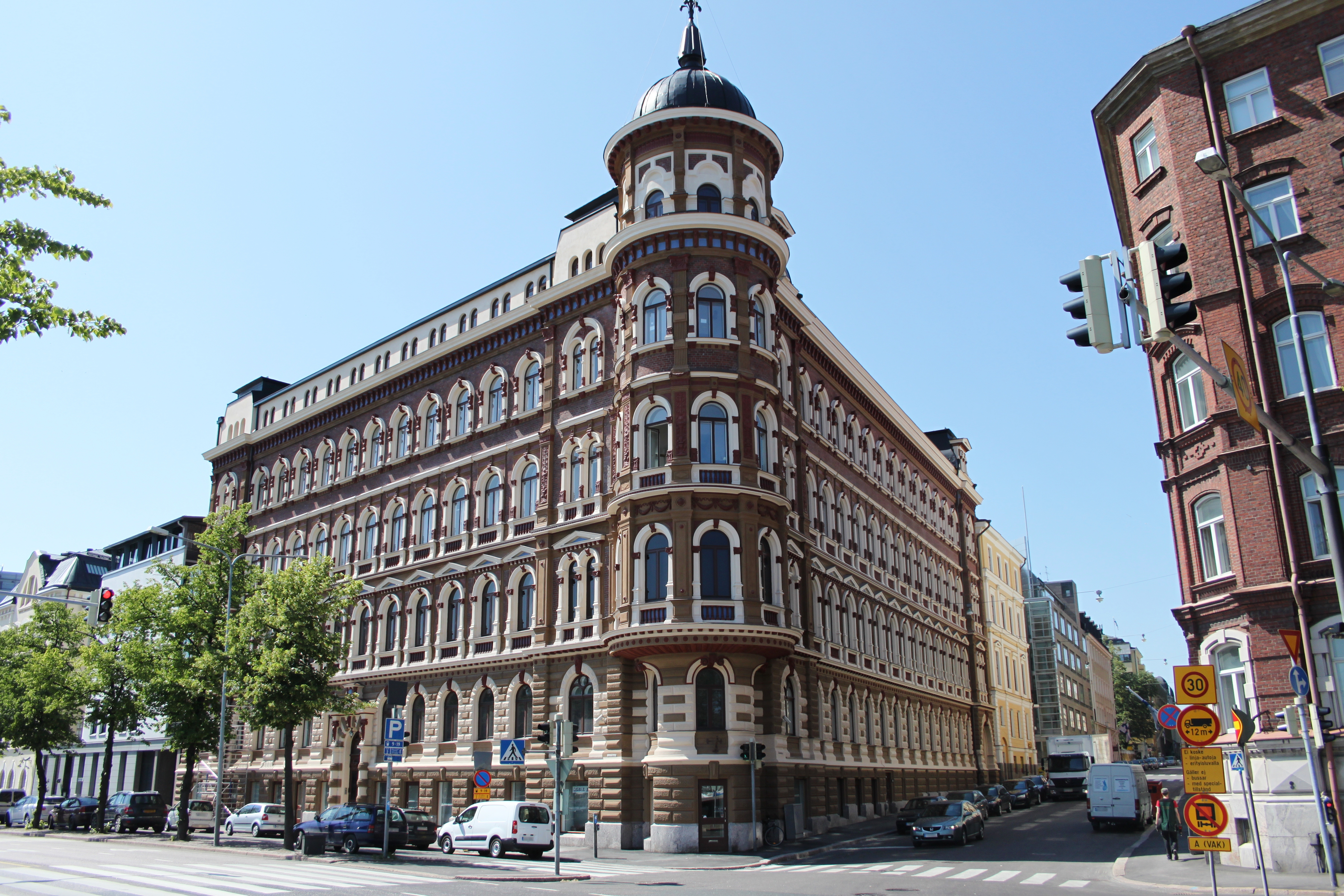
Standertskjölds hus

Carl August Standertskjöld var en finsk friherre, militär och industriman. 
Standertskjöld upphöjdes till friherre 20 november 1874 och antog valspråket idoghet. Standertskjöld lät bygga ett hus på Norra kajen 4 i Helsingfors som fortfarande kallas för Standertskjölds hus. 
Carl August Standertskjöld avslutade sin militära karriär som generallöjtnant och inspektör för ryska gevärsfaktorierna Standertskjöld